# Hiltrude
Hiltrude (... – 754) principessa dei Franchi che divenne duchessa di Baviera, dal 742 al 748.

## Origine
Era la figlia del Maggiordomo di palazzo di Austrasia ed in seguito maggiordomo di palazzo di tutti i regni dei Franchi, Carlo Martello (che era figlio di Pipino di Herstal o Pipino II maggiordomo di palazzo di tutti i regni dei Franchi e di Alpaïde di Bruyères, (ca. 650-† 717), di cui non si conoscono gli ascendenti, ma l'Ex Chronico Sigeberti monachi ci informa che era sorella di un certo Dodone, domestico di Pipino II, che martirizzò il vescovo di Liegi, San Lamberto) e della prima moglie Rotrude di Treviri (695-724) che per molto tempo è stata ritenuta figlia di Willigarda di Baviera e di San Liévin, Liutwin o Leudin (?-†713), arcivescovo di Treviri; ma studi più recenti hanno stabilito che fu la figlia del conte Lamberto di Hesbaye (?-†714), antenato dei Robertingi (poi Capetingi).

## Biografia
Dopo la morte del padre, avvenuta nel 741, secondo l'anonimo continuatore del cronista Fredegario, nel 742, la matrigna, Swanachilde, scelleratamente consigliò la figliastra, Hiltrude, di passare il Reno scortata da alcuni suoi amici, e contro i consigli dei suoi fratelli, Carlomanno e Pipino, raggiungere il duca di Baviera, Odilone, che la costrinse a sposarlo contro la sua volontà e contro il volere dei suoi fratelli: Carlomanno e Pipino, che subito dopo mossero guerra al marito, Odilone.
L'anno seguente Odilone si ribellò all'autorità dei Franchi e Carlomanno intervenne ancora e fu ristabilita la pace.
Alla morte del marito, nel 748, Grifone (figlio di Carlo Martello e di Swanachilde di Baviera (705-dopo il 742), figlia del duca Teodeberto di Baviera), il fratellastro di Hiltrude, fuggendo dal fratellastro, Pipino III, si rifugiò in Baviera, dove fu ben accolto dalla sorella. Grifone si impadronì del ducato come eredità materna, secondo alcune cronache col consenso della sorellastra. Venuto a conoscenza della cosa, però il fratello di Hiltrude, Pipino III, nel 749, intervenne in Baviera ed impose a Grifone di lasciare il ducato in cambio di alcune contee in Neustria e prima di rientrare nel suo regno, confermò il figlio di Hiltrude, Tassilone duca dei Bavari.
Hiltrude, data la giovane età del figlio Tassilone, resse le sorti del ducato sino alla morte che avvenne nel 754.

## Figli
Hiltrude diede un solo figlio a Odilone:
- Tassilone III (742-794), ultimo duca di Baviera degli Agilolfingi. sino al 787, quando accusato di tradimento da Carlomagno fu imprigionato e deposto.

## Ascendenza
|                        |            |                     | Genitori         |  |  | Nonni |  |  | Bisnonni |  |  | Trisnonni       |  |
|                        |            |                     |                  |  |  |       |  |  | Ansegiso |  |  | Arnolfo di Metz |  |
|                        |            |                     |                  |  |  |       |  |  | Ansegiso |  |  | Arnolfo di Metz |  |
|                        |            | Doda di Metz        |                  |  |  |       |  |  | Ansegiso |  |  |                 |  |
| Pipino di Herstal      |            |                     |                  |  |  |       |  |  | Ansegiso |  |  |                 |  |
|                        |            | Begga               | Pipino di Landen |  |  |       |  |  |          |  |  |                 |  |
|                        |            | Begga               | Pipino di Landen |  |  |       |  |  |          |  |  |                 |  |
|                        |            | Begga               | Itta di Nivelles |  |  |       |  |  |          |  |  |                 |  |
| Carlo Martello         |            | Begga               |                  |  |  |       |  |  |          |  |  |                 |  |
|                        |            | ?                   | …                |  |  |       |  |  |          |  |  |                 |  |
|                        |            | ?                   | …                |  |  |       |  |  |          |  |  |                 |  |
|                        |            | ?                   | …                |  |  |       |  |  |          |  |  |                 |  |
| Alpaïde di Bruyères    |            | ?                   |                  |  |  |       |  |  |          |  |  |                 |  |
|                        |            | ?                   | …                |  |  |       |  |  |          |  |  |                 |  |
|                        |            | ?                   | …                |  |  |       |  |  |          |  |  |                 |  |
|                        |            | ?                   | …                |  |  |       |  |  |          |  |  |                 |  |
| Hiltrude               |            | ?                   |                  |  |  |       |  |  |          |  |  |                 |  |
|                        | Crodoberto | …                   |                  |  |  |       |  |  |          |  |  |                 |  |
|                        | Crodoberto | …                   |                  |  |  |       |  |  |          |  |  |                 |  |
|                        | Crodoberto | …                   |                  |  |  |       |  |  |          |  |  |                 |  |
| Lamberto II di Hesbaye | Crodoberto |                     |                  |  |  |       |  |  |          |  |  |                 |  |
|                        |            | Théodrade (Théoda)? | …                |  |  |       |  |  |          |  |  |                 |  |
|                        |            | Théodrade (Théoda)? | …                |  |  |       |  |  |          |  |  |                 |  |
|                        |            | Théodrade (Théoda)? | …                |  |  |       |  |  |          |  |  |                 |  |
| Rotrude di Treviri     |            | Théodrade (Théoda)? |                  |  |  |       |  |  |          |  |  |                 |  |
|                        |            | Teodorico III       | Clodoveo II      |  |  |       |  |  |          |  |  |                 |  |
|                        |            | Teodorico III       | Clodoveo II      |  |  |       |  |  |          |  |  |                 |  |
|                        |            | Teodorico III       | Batilde          |  |  |       |  |  |          |  |  |                 |  |
| Clotilde               |            | Teodorico III       |                  |  |  |       |  |  |          |  |  |                 |  |
|                        |            | Clotilde (Doda)     | …                |  |  |       |  |  |          |  |  |                 |  |
|                        |            | Clotilde (Doda)     | …                |  |  |       |  |  |          |  |  |                 |  |
|                        |            | Clotilde (Doda)     | …                |  |  |       |  |  |          |  |  |                 |  |
|                        |            | Clotilde (Doda)     |                  |  |  |       |  |  |          |  |  |                 |  |

### Fonti primarie
- (LA)  Fredegario, FREDEGARII SCHOLASTICI CHRONICUM CUM SUIS CONTINUATORIBUS, SIVE APPENDIX AD SANCTI GREGORII EPISCOPI TURONENSIS HISTORIAM FRANCORUM.
- (LA)  Annales Marbacenses.
- (LA)  Monumenta Germanica Historica, tomus primus.
- (LA)  Monumenta Germanica Historica, tomus XVI.
- (LA)  Rerum Gallicarum et Francicarum Scriptores, tomus tertius.

### Letteratura storiografica
- Christian Pfister, La Gallia sotto i Franchi merovingi. Vicende storiche, in Storia del mondo medievale - Vol. I, Cambridge, Cambridge University Press, 1978,  pp. 688-711.